# الحيث (بعدان)

تعديل مصدري - تعديل

الحيث هي إحدى قرى عزلة الحيث بمديرية بعدان التابعة لمحافظة إب، بلغ تعداد سكانها 503 نسمة حسب تعداد اليمن لعام 2004.